# Jimmy Wakely
Jimmy Wakely (* 16. Februar 1914 als James Clarence Wakeley in Mineola, Arizona; † 23. September 1982) war ein US-amerikanischer Country-Sänger und Cowboy-Darsteller.

## Anfänge
Der aus ärmlichen Verhältnissen stammende Jimmy Wakely wuchs im ländlichen Oklahoma auf und war seit frühester Jugend Fan von Jimmie Rodgers. Mit Johnny Bond und Scotty Harrell gründete er das Three Bell Trio. Ende der dreißiger Jahre gelang es den drei Musikern, ein festes Engagement bei einer Radiostation in Oklahoma City zu bekommen. Als Harrel ausschied und durch Dick Reinhart ersetzt wurde, nannte man sich in Jimmy Wakely Trio um. 1940 lernten sie Gene Autry kennen. Der Superstar des Hollywood-Westerns ermöglichte ihnen Auftritte in seiner Melody Ranch Radioshow in Los Angeles.

## Karriere
1942 schloss Wakely mit dem Decca-Label einen Schallplattenvertrag ab. Sein erster Hit war There’s a Star Spangled Banner Waving Somewhere. 1949 schaffte es sein pop-orientierter Song I’m Sending You Red Roses bis auf Platz drei der Country-Charts. Neben seinen musikalischen Aktivitäten trat er als Kleindarsteller in Western auf, oft an der Seite von Johnny Bond und Dick Reinhart.
1944 erhielt er von der kleinen Filmgesellschaft Monogram Pictures die Hauptrolle des B-Westerns Song Of The Range. Wakely nutzte die Chance und wurde zu einem der bekanntesten Singing-Cowboys Hollywoods der Nachkriegszeit. Allerdings hatte das Western-Genre seinen Höhepunkt längst überschritten, so dass seine Filmkarriere nur von kurzer Dauer war. Umso erfolgreicher war er als Sänger. Mit seiner angenehmen, warmen Stimme schaffte er mühelos hohe Platzierungen sowohl in den Country- als auch in den Pop-Charts.
1947 wechselte er zum Capitol-Label. Mit One Has My Name (The Other Has My Heart) erzielte er ein Jahr später einen der größten Hits der vierziger Jahre; er kam auf #1 der Country-Charts. Übertroffen wurde dieser Erfolg durch das im Duett mit Margaret Whiting gesungene Slipping Around, das unglaubliche 17 Wochen an der Spitze der Country-Charts stand und außerdem Platz eins der Pop-Hitparade erreichte. Wakely und Whiting spielten anschließend noch weitere erfolgreiche Singles ein. Danach ließen seine Verkaufszahlen nach, und er wechselte mehrfach das Label. 1952 erhielt er eine eigene Radio-Show, die Jimmy Wakely Show, 1961 betreute er gemeinsam mit Tex Ritter eine Fernsehshow.

## Diskografie
- 1956 – Santa Fe Trail
- 1957 – Enter & Rest & Pray
- 1966 – Slippin' Around
- 1967 – Enter & Rest & Pray
- 1968 – Show Me The Morning
- 1969 – Heartaches
- 1969 – Please Don't Hurt Me Anymore

## Filmografie (Auswahl)
- 1939: Saga of Death Valley
- 1959: Shotgun Slade (Fernsehserie, eine Folge)